# 佛得角—葡萄牙關係
佛得角-葡萄牙关系是指佛得角共和国与葡萄牙共和国之间的外交关系。这两个国家都是葡萄牙语国家共同体和联合国的成员。

## 历史

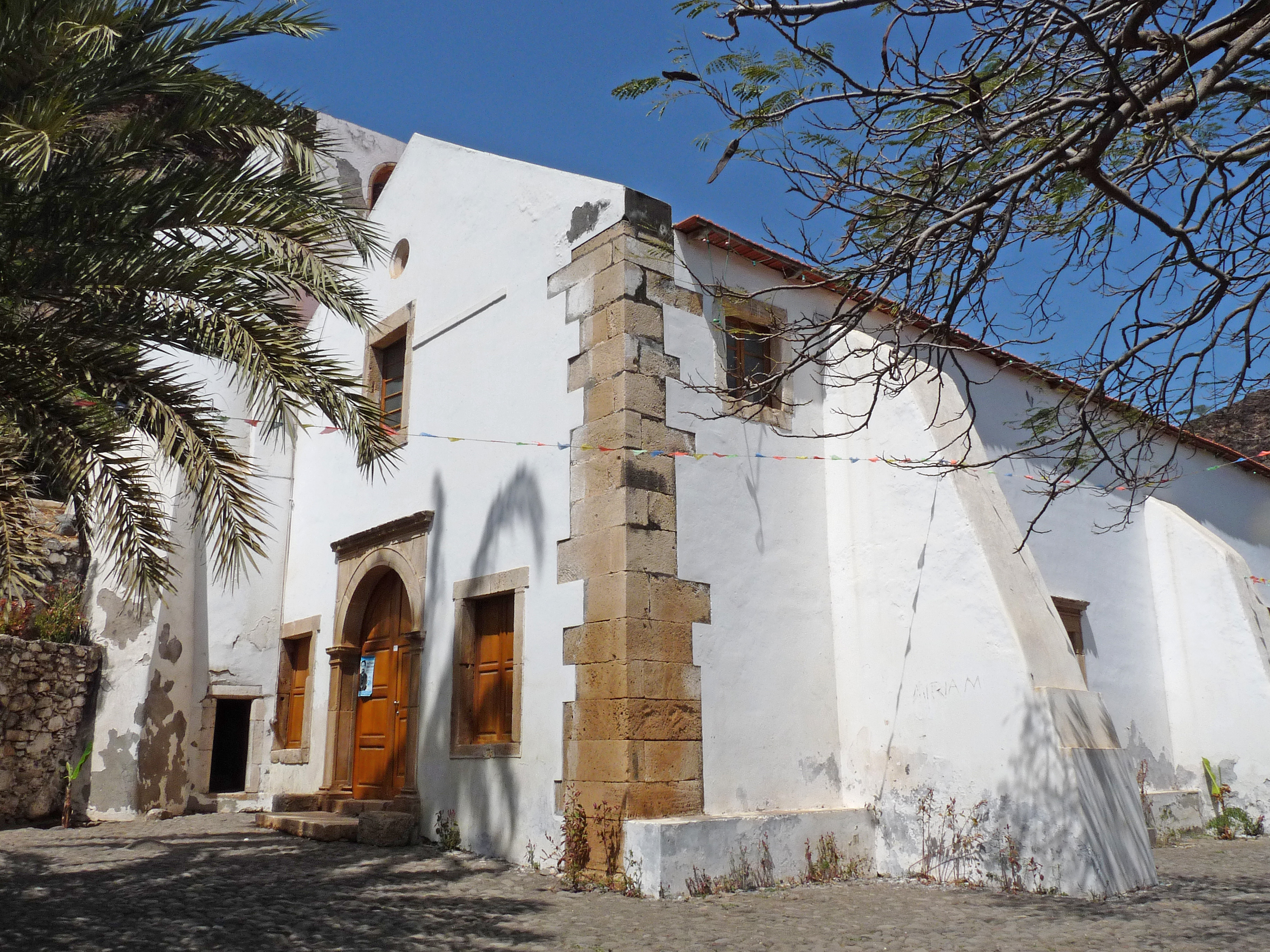
这个教堂位于旧城，是佛得角现存最古老的建筑

佛得角群岛是在1460年至1462年间被葡萄牙和热那亚的水手发现的。在葡萄牙人到来之前，佛得角没有人类定居的证据。由于佛得角靠近非洲海岸，葡萄牙水手开始在这些岛屿上定居，由于这些岛屿的战略地位，它们被用作贸易和供应仓库，特别是针对到巴西的黑奴贸易。到了19世纪，奴隶贸易在佛得角结束，许多非洲血统的人在岛上定居，并与许多葡萄牙殖民者通婚，形成了今天占主导地位的穆拉托人的社会。
1956年，阿米卡尔·卡布拉尔创建了几内亚和佛得角非洲独立党，与殖民主义作斗争，并开始了独立游行。 1972年，在葡萄牙殖民战争期间，佛得角获得了自治权，1973年，佛得角举行了唯一一次议会选举。与其他葡萄牙殖民地不同的是，佛得角没有发生武装冲突，最终，佛得角的独立是在1974年4月的康乃馨革命后与葡萄牙谈判的结果。1975年7月5日，佛得角获得独立。
自独立以来，佛得角和葡萄牙之间的关系一直很牢固。两国之间有许多文化相似之处，佛得角的许多居民都有葡萄牙血统。两国领导人还进行了几次高层互访，两国在葡萄牙语国家共同体内密切合作。

## 交通
两国间有以下航空公司的直飞航班:佛得角航空和TAP葡萄牙航空。

## 贸易
1998年，佛得角和葡萄牙签署了一项贸易协定。2017年，两国贸易总额达到2.84亿欧元。葡萄牙是佛得角第二大贸易伙伴（仅次于西班牙）。

## 常驻外交使团
- 佛得角在里斯本设有大使馆。[4]
- 葡萄牙在普拉亚设有大使馆。[5]

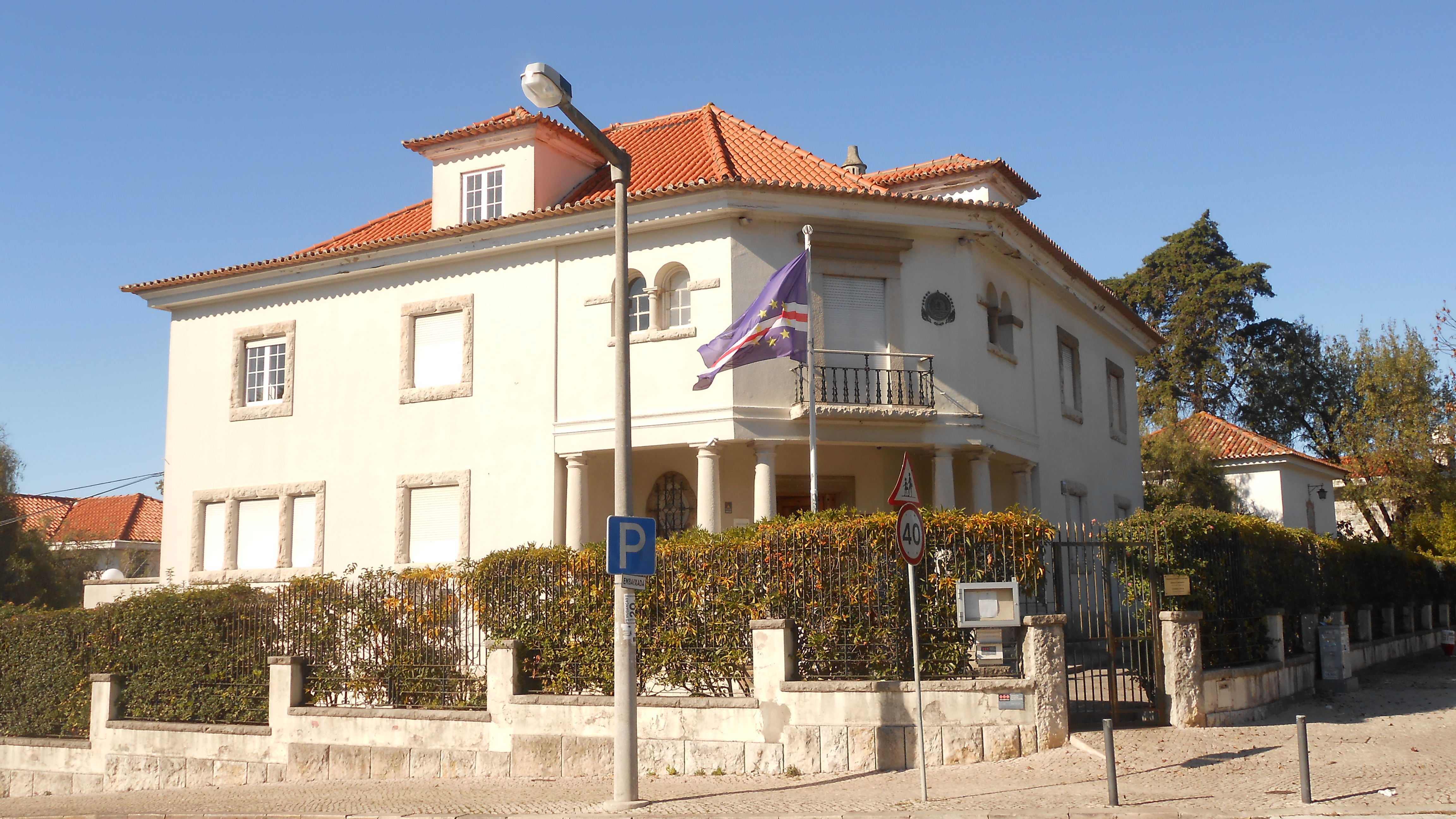
佛得角驻里斯本大使馆
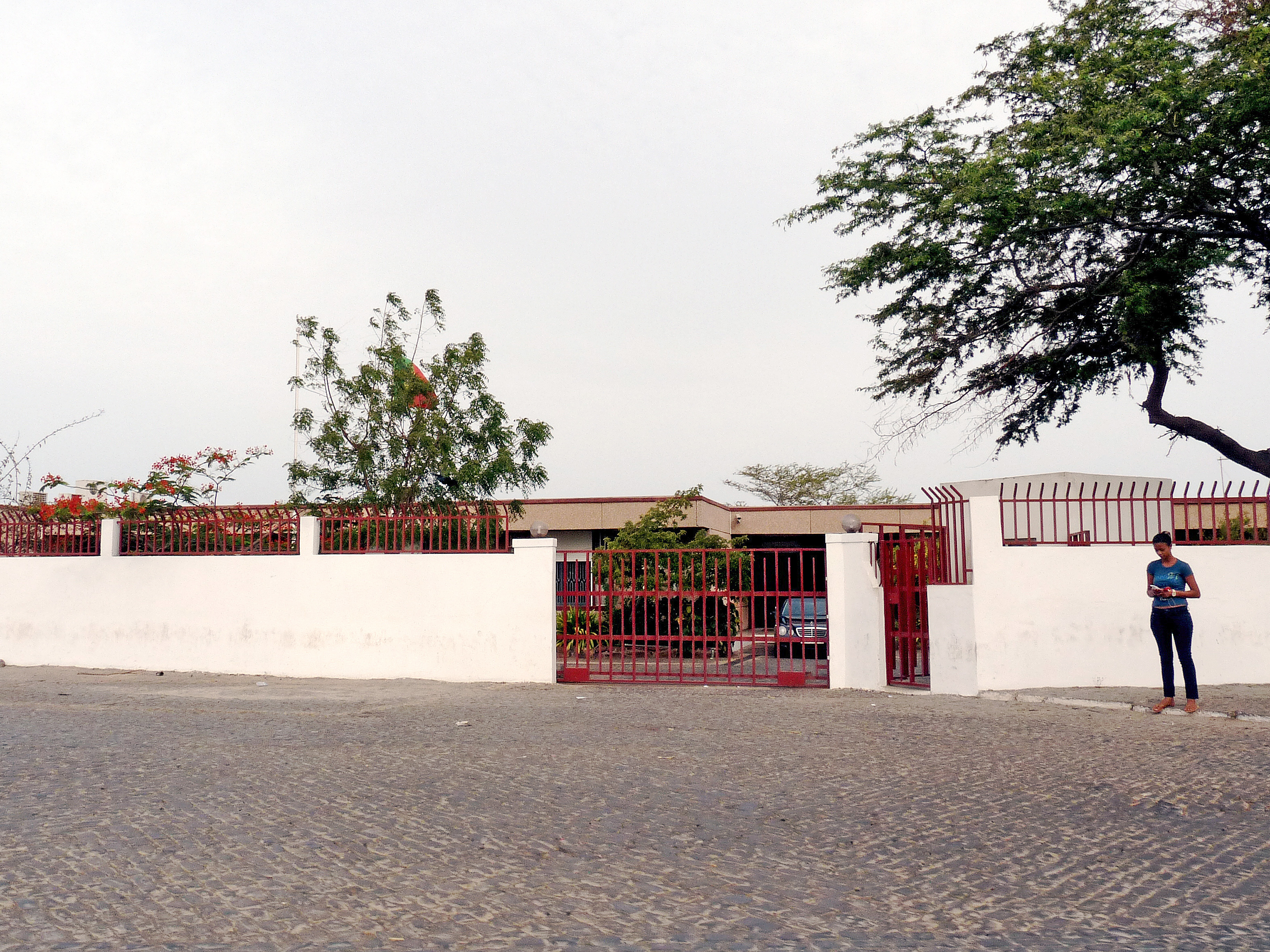
葡萄牙驻普拉亚大使馆